# Wieselburg-Land
Wieselburg-Land osztrák község Alsó-Ausztria Scheibbsi járásában. 2022 januárjában 3405 lakosa volt.

## Elhelyezkedése

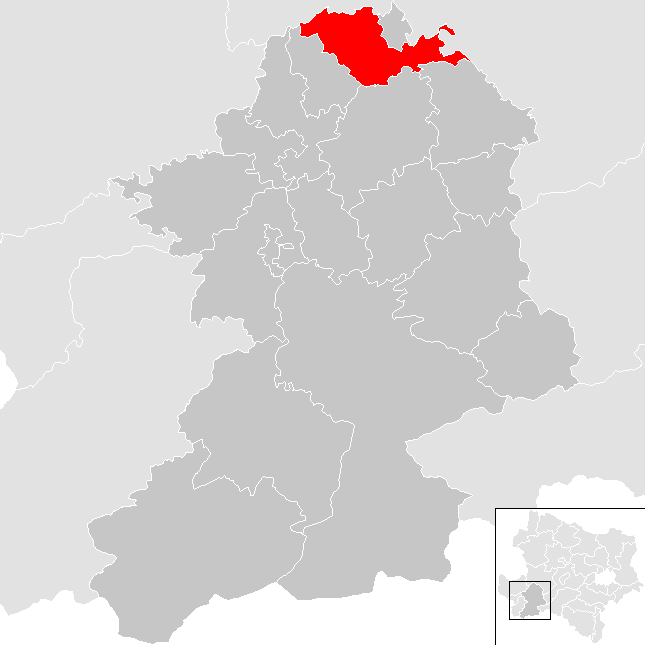
Wieselburg-Land a Scheibbsi járásban

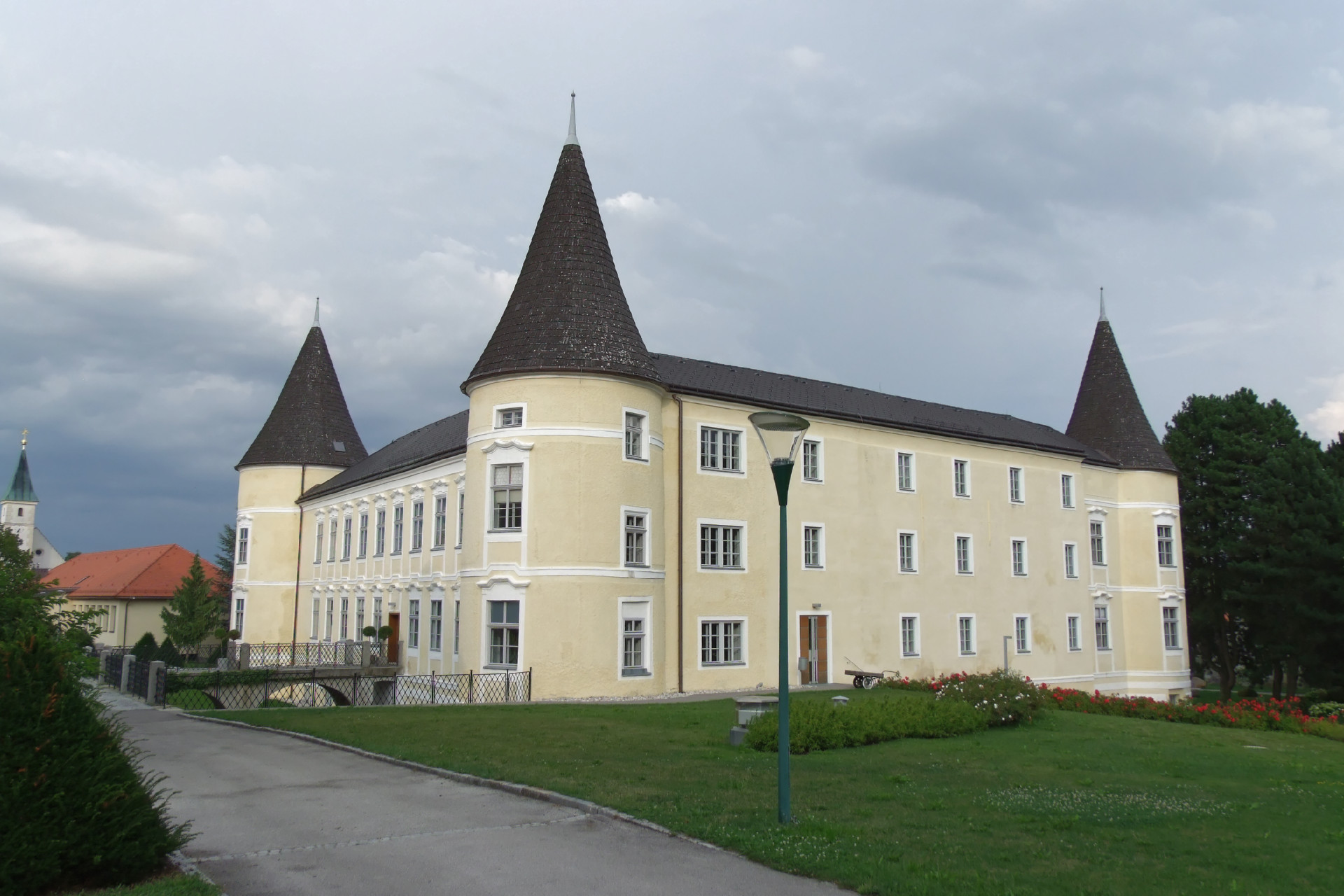
A weinzierli kastély

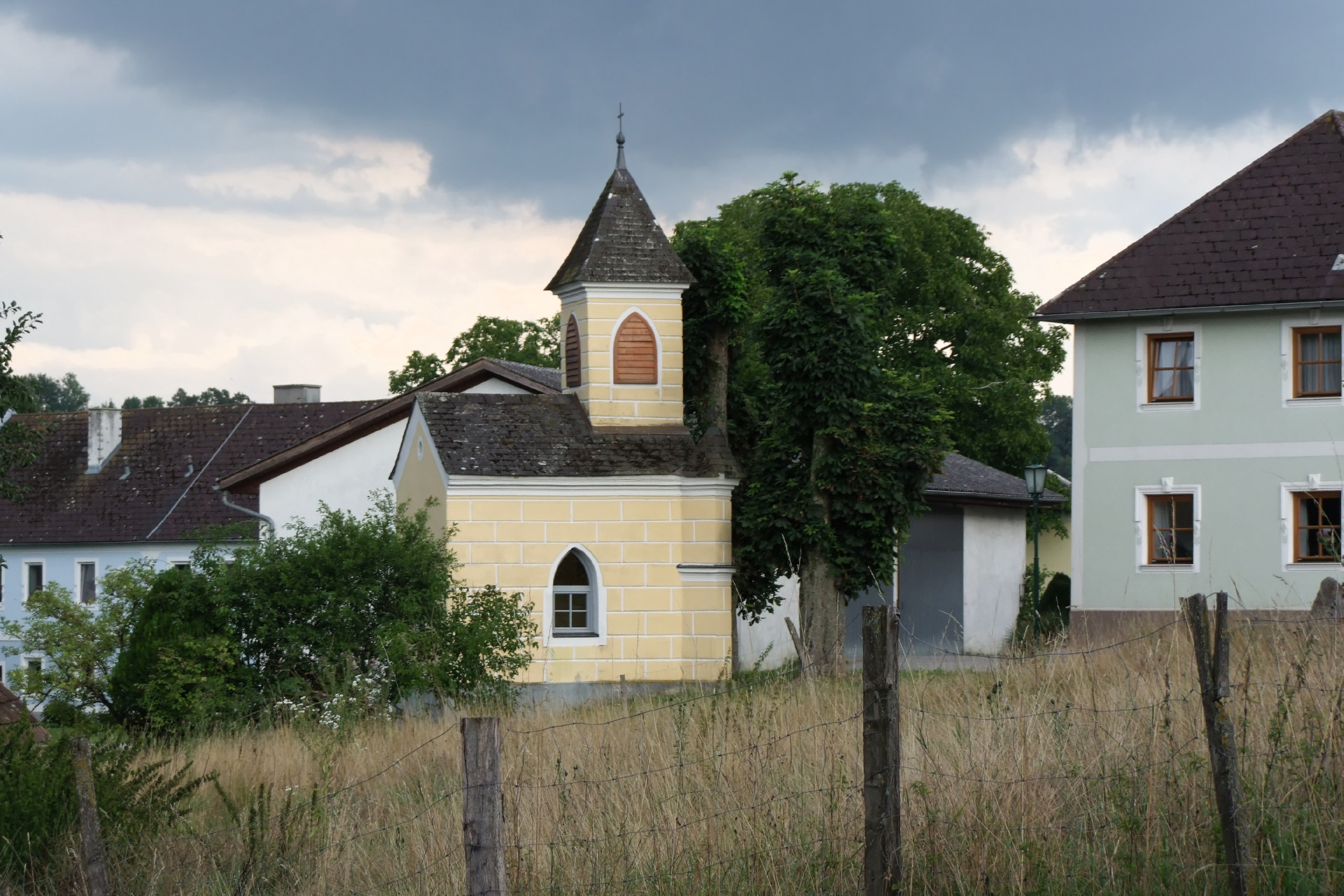
A brunningi kápolna

Wieselburg-Land a tartomány Mostviertel régiójában fekszik, az Eisenwurzen tájegységben, az Ybbstali-Alpokban. Legfontosabb folyóvizei az Erlauf, a Kleine Erlauf és az északnyugati határát alkotó Ybbs. Területének 19,4%-a erdő, 69,9% áll mezőgazdasági művelés alatt. Az önkormányzat 36 települést és településrészt egyesít: Bauxberg (5 lakos 2022-ben), Berging (33), Bodensdorf (214), Brandstetten (12), Breitenschollen (7), Brunning (84), Dürnbach (10), Forst am Berg (24), Furth (33), Galtbrunn (5), Großa (52), Grub (35), Gumprechtsfelden (127), Haag (74), Hart (19), Holzhäuseln (15), Hörmannsberg (22), Kaswinkel (10), Köchling (136), Kratzenberg (10), Krügling (54), Laimstetten (8), Marbach an der Kleinen Erlauf (145), Moos (45), Mühling (660), Neumühl (135), Oed am Seichten Graben (32), Oed beim Roten Kreuz (29), Pellendorf (14), Plaika (49), Schadendorf (48), Sill (48), Ströblitz (125), Unteretzerstetten (39), Wechling (122) és Weinzierl (925). A polgármesteri hivatal Weinzierlben található. A kataszteri közösségek Gumprechtsfelden, Marbach, Mühling, Schadendorf, Wechling és Weinzierl.
A környező önkormányzatok: délkeletre Oberndorf an der Melk, délre Purgstall an der Erlauf, délnyugatra Wolfpassing, északnyugatra Neumarkt an der Ybbs, északkeletre Bergland és Wieselburg, keletre Ruprechtshofen.

## Története
Wieselburg-Land önkormányzata 1967-ben alakult meg öt, addig önálló község: Gumprechtsfelden, Marbach, Mühling, Wechling és Weinzierl egyesülésével.
A legnagyobb települést, Weinzierlt 1021-ben említik először Uinzurilun formában. 18. századi birtokosai, a Fürnberg bárók úttörő gazdasági vállalkozásokba fogtak és olyan zeneszerzőket támogattak, mint Joseph Haydn vagy Johann Georg Albrechtsberger. A weinzierli kastélyban 1934 óta működik Ausztria legrégebbi mezőgazdasági továbbképző intézete.
Mühling 1317-ben szerepel először íz írott forrásokban egy bizonyos Chunrat von Mulingen nevében. Temetőjében helyezték el az első világháború során Wieselburg, Purgstall, Petzenkirchen és Mühling fogolytáboraiban elhunytakat.
A második világháborúban a mai Wieselburg-Land területéről 187-en haltak meg vagy tűntek el.

## Lakosság
A wieselburg-landi önkormányzat területén 2021 januárjában 3405 fő élt. A lakosságszám 1951 óta gyarapodó tendenciát mutat. 2020-ban az ittlakók 95,8%-a volt osztrák állampolgár; a külföldiek közül 0,6% a régi (2004 előtti), 2,8% az új EU-tagállamokból érkezett. 2001-ben a lakosok 95,2%-a római katolikusnak, 2,5% pedig felekezeten kívülinek vallotta magát. Ugyanekkor 2 magyar élt a községben; a legnagyobb nemzetiségi csoportot a németek (98,8%) mellett a törökök alkották 6 fővel (0,2%).
A népesség változása:

| 2016 | 3 297 |
| 2018 | 3 311 |

## Látnivalók
- a weinzierli kastély
- Brunning kápolnája

## Testvértelepülések
- Schauenstein (Németország)

## Fordítás
- Ez a szócikk részben vagy egészben  a   Wieselburg-Land című német Wikipédia-szócikk ezen változatának fordításán alapul.  Az eredeti cikk szerkesztőit annak laptörténete sorolja fel. Ez a jelzés csupán a megfogalmazás eredetét és a szerzői jogokat jelzi, nem szolgál a cikkben szereplő információk forrásmegjelöléseként.